# Pfaffia
Pfaffia je biljni rod iz porodice štirovki, rasprostranjen po tropima Srednje, Južne i Antilske Amerike
Pripada mu tridesetak vrsta, a u njega je nekada bio klasifiociran i brazilski ginseng (Hebanthe eriantha); sin. Pfaffia paniculata)

## Vrste
1. Pfaffia acutifolia (Moq.) O.Stützer
2. Pfaffia aphylla Suess.
3. Pfaffia argyrea Pedersen
4. Pfaffia cipoana Marchior., Miotto & J.C.Siqueira
5. Pfaffia densipellita Borsch
6. Pfaffia denudata (Moq.) Kuntze
7. Pfaffia elata R.E.Fr.
8. Pfaffia eriocephala Suess.
9. Pfaffia fruticulosa Suess.
10. Pfaffia glabrata Mart.
11. Pfaffia gleasonii Suess.
12. Pfaffia glomerata (Spreng.) Pedersen
13. Pfaffia gnaphalioides (L.f.) Mart.
14. Pfaffia helichrysoides (Moq.) Kuntze
15. Pfaffia hirtula Mart.
16. Pfaffia iresinoides (Kunth) Spreng.
17. Pfaffia jubata Mart.
18. Pfaffia minarum Pedersen
19. Pfaffia miraflorensis Agudello & P.Franco
20. Pfaffia ninae Pedersen
21. Pfaffia nudicaulis Suess.
22. Pfaffia patiensis Agudelo
23. Pfaffia rotundifolia Pedersen
24. Pfaffia rupestris Marchior., Miotto & J.C.Siqueira
25. Pfaffia sarcophylla Pedersen
26. Pfaffia sericantha (Mart.) Pedersen
27. Pfaffia siqueiriana Marchior. & Miotto
28. Pfaffia tayronensis Agudelo
29. Pfaffia townsendii Pedersen
30. Pfaffia tuberculosa Pedersen
31. Pfaffia tuberosa (Spreng.) Hicken
32. Pfaffia velutina Mart.